# Владимир Луков
Владимир Георгиев Луков е български поет.

## Биография
Роден е на 2 юни 1949 година в село Ценово, Русенско. Потомък е на фамилията Чипови от леринското село Пътеле. Сродник е на Андрей Чипов, Васил Чипов и Георги Добрентов – псевдоним на Георги Илиев Димитров Чипов, български журналист и писател, сатирик, дългогодишен заместник-главен редактор в БТА преди 1989 година.
Луков завършва география и философия в Софийския университет. От девет годишен е принуден частично да изкарва прехраната си. Две лета (1958 - 1959 г.) е ратай в махалата Долни Дупини, в Тревненския Балкан. Като юноша работи в кожарските заводи на град Габрово и град Русе. В младостта си е учител в родното си село и специалист по управление на образованието в Окръжния съвет за народна просвета и Окръжния комитет на Българската комунистическа партия в Русе. Напуска Русе през ноември 1987 година по политически причини. Уличен е там в „четене на немарксическа литература и участие в неформални групи с нездрави философски и идейно-естетически възгледи“.
От 1987 година до 2012 година работи като старши преподавател по география и философия в Техническия университет – София, филиал Учебен квалификационен технологичен център (УКТЦ) - Правец, който от 2004 година става Професионална гимназия по компютърни технологии и системи. В град Правец е избиран два мандата за общински съветник. През първия мандат (1991 – 1994) е заместник-председател, а през втория (1999 – 2003) – председател на Общинския съвет.
Член е на Съюза на свободните писатели в България от 1992 година. От 14 юли 2022 година е негов председател.
Член е и на Съюза на българските журналисти от 2018 година.
Редактор и модератор е на сайта на Съюза на свободните писатели (svobodenpisatel.org) от 2005 година.

## Творчество
Пише и публикува стихове от 1969 година. Изявите му в литературния печат до 1989 г. са свързани предимно с русенските издания за литература и изкуство, вестник и алманах „Светлоструй“. Представен е като поет в множество поетически сборници и антологии, включително в ретроспективната Антология на балканската поезия „Светият път“ на известния македонски поет и издател Раде Силян.  Има публикувани стихотворения в македонски, френски , испански  и мексикански  литературни списания. Представен е като поет и в издания на българските общности в чужбина. Пише и проза. А също – есеистика и публицистика. Има опит и в епистоларния литературно-критичен жанр.Автор е и на научни статии и приложни разработки в областта на образованието.
Негови поетични и други книги са включени в колекциите на едни от най-големите библиотеки в света – Библиотека на Конгреса, САЩ, Библиотека на Харвардския университет и Библиотека на Колумбийски университет, Ню Йорк.
Включен е в справочниците „Кой кой е в България“ (1998), „Кой кой е в българската култура“ (1998) и „Атлас на българската литература, 1944 – 1968“ (2008).

## Литературна критика за Владимир Луков
- Проф. дфн Симеон Янев – Ти бъркаш в раната...[17]
- Атанас Ганчев (поет)– „Очи, процеждащи светлина от мрака“ (Представяме ви „Човекът с протези“, 1992), статия, в. „Утро“, Русе, 10. 02. 1992 г., бр. 111, в. „Учителско дело“, София, 08. 07. 1992 г., бр. 27 и в книгата на Вл. Луков „Овечностено време“, ИК „Пропелер“, София, 2020 г., (стр. 225 – 227)[18]
- Доц. д-р Константин Попов – С неутолима жажда за светлина (За стихосбирката на Владимир Луков, „Човекът с протези“, 1992), статия, в. „Начало“, София, 29. 07. 1993 г. бр. 30[19]
- Константин Еленков – „Владимир Луков: Поет е.“ (Рецензия за цикъл стихове, Антология на ССПБ „Развитие“, София, 2005 г.)[20]

- Крум Гергицов – „Сверка на поетическото майсторство (За книгата на Вл. Луков „Сверка на сетивата“, 2005 г.“), статия, в. „Бряг“, Русе, 06. 03. 2006 г., бр. 52
- Мария Далакчиева – Леринска, „Мъдра поезия, побеждаваща времето“ (За поетичната книга „Сверка на сетивата“, 2005 г., статия)]
- Венета Ташева – „Владимир Луков и неговият поетичен сборник от избрани стихотворения „Сверка на сетивата““, статия, Антология на ССПБ „Извън гравитацията“, София, 2006 г., стр. 184 – 196
- Стоян Вълев – „Стихотворение, което разтърсва!“ (За електронната книга на Владимир Луков „Усамотени стихове“, Литернет, Варна, 2006 г.[21]
- Станислав Марашки – „Следи от вятър и поезия За поетичната книга на Вл. Луков „Следи от вятър“, 2007 г.“, статия, в. „Компас“, Бургас, 28. 05. 2008 г., бр. 1964[22]
- Христо Черняев – „Следи от вятър“, статия, в. „Новият пулс“, София, 16 юли-17 август 2008 г. и в книгата на Хр. Черняев „Апостоли на българския дух“, София, 2008 г., стр. 429 – 433[23]
- Георги Николов (критик)– „Метафизика на властващата доброта“ (За поезията на Вл. Луков), статия, в. „България сега“, Чикаго, 27. 10. 2011 г. и в ел, сп. „Литературен свят“, бр. 33 октомври 2011 г.[24]
- Георги Николов (критик)– „Човекът феникс в праха на материята“ (За прозаичната книга на Вл. Луков „Мястото, откъдето започва безкраят“, 2012 г.), статия, в. „БудилникЪ“, Великобритания, бр. 43, 23. 10. 2012 г. и ел. сп. „Литературен свят“, бр. 43, септември 2012 г.[25]
- Красимира Василева – „Да построиш спасителният кораб“ (За поезията на Вл. Луков), статия, ел. сп. „Литературен свят“, бр. 38, март 2012 г.
- Атанас Ганчев (поет) – „От автобиографичното поле през родовата памет до биографичната равносметка на едно поколение“ (Владимир Луков, „Мястото, откъдето започва безкраят“, Изд.„Пропелер“, София, 2012 г.), статия, 15. 08 – 24. 08. 2012 г., сайт на ССПБ
- Анита Коларова – „Откъде започва безкраят“ (За книгата на Вл. Луков „Мястото, откъдето започва безкраят“, 2012 г.), статия, ел. сп. „Литературен свят“, бр. 49, март 2013 г.[26]
- Диана Димих – „Пратка от Миража“ (Владимир Луков, „Мястото, откъдето започва безкраят“, 2012) – в книгата на Диана Димих „Мерак за хубаво“, издателство „Пропелер“, София, 2013 г., стр. 112 – 113
- Красимира Василева – „„Милост искам, а не жертва!“ Или как да обичаш другия“ (За библейските мотиви в „Слънчевият човек“ от Вл. Луков), статия, ел. сп. „Литературен свят“, бр. 60, март 2014 г.[27]
- Мария Узунова – „Владимир Луков по пътя си изтъкан от фибри“ (За поетичната книга на Вл. Луков „Фибри от безкрая“, 2011 г., статия)[28]
- Атанас Ганчев (поет) – „На слизане от планината (Дискурсивен поглед към лириката на Владимир Луков, „Следи от вятър“, 2007 и „Фибри от безкрая“ 2011, ИК „Пропелер“, София, статия[29]
- Атанас Ганчев (поет) – „Колизиите на духа или единствено възможното бягство от свобода е в прегръдките на Бог! (Ракурсивен поглед към мемоарно-философския роман на Владимир Луков, „Мястото, откъде започва безкраят“, том втори, изд. „Пропелер“, 2014 г., статия[30]

- Георги Николов (критик) – „По трънливия път на съвестта“ (Владимир Луков, „Народът, учителят, писателят“, Пропелер, 2015 г.), в. „Дума“, 01. 08. 2015 г., бр. 175, статия)[31]
- Проф. д-р Стефан Влахов Мицов – „Поезия, която изследва света пряко човешката същност“ (Предговор на македонското издание на книгата на Вл. Луков „Сончев поjас“, Изд. Матица македонска, Скопие, 2016 г. стр. 5 – 7)[32]
- Лили Палазова – Слънчев човек: Своята жизнена философия Владимир Луков разкрива в поезията си, очерк, в. „Втора младост“, 22 август 2016 г., бр. 34
- Александра Юруковска (Република Северна Македония) – „Слънчев пояс / Към книгата на Владимир Луков „Слънчев пояс“, Издателство „Матица македонска“, Скопие, 2016 г.“, рецензия)
- Проф. д-р Стефан Влахов Мицов – „Слънчевият пояс на спасението“ (Рецензия за българското издание на стихосбирката на Вл. Луков „Слънчев пояс“, 2019 г.)[33]
- Проф. дфн Симеон Янев – Атипичният поет[34] Владимир Луков, студия, публикувана в книгата на Вл. Луков „Овечностено време“, ИК „Пропелер“, София, 2020 г., стр. 100 – 122)
- Александра Юруковска (Република Северна Македония) – Филозовско-интимистички стихови (Кон Сончев поjас од Владимир Луков, Матица македонска 2016 г.), статия, публикувана в литературно-критичната книга на Александра Юруковска „2 минути и 40 реда“, Скопие, Матица македонска, 2021 г., стр. 85
- Проф. д-р Дора Колева – „ВЛАДИМИР ЛУКОВ: ЕДИНОСЪЩ ПО ПЪТЯ СИ“, статия, https://fakel.bg/ 2025 г.

## Награди
- Грамота и значка на Министерството на образованието „За педагогическо майсторство“, 1981 г.
- Награда на Съюза на свободните писатели в България „Народни будители" – 2006 г. за поетичната книга „Сверка на сетивата“; 2012 г. за прозаичната книгата „Мястото, откъдето започва безкраят“ и за цялостно творчество; 2014 г. за втория том на книгата „Мястото, откъдето започва безкраят“
- Награда за цялостно творчество „Златното клонче“ (2012) на сайта artnovini.com
- Награда „Григор Пърличев“ на Съвета на международната среща на литературните преводачи – гр. Тетово, Република Северна Македония, 2015 г. – за превода на книгата с избрани стихотворения на македонския поет Раде Силян „Зло време“, издадена през 2014 г. от Издателство „Богианна“, гр. София
- Награда „Възроденият феникс“ на Съюза на свободните писатели в България за цялостно творчество и по случай 24 май – Ден на светите братя Кирил и Методий, на българската азбука, просвета и култура и на славянската книжовност (2018)
- Почетен знак на Министерството на културата „Златен век“ – печат на Цар Симеон Велики – сребърен, с грамота за принос в развитието и утвърждаването на българската култура и национална идентичност и по повод 24 май – Ден на светите братя Кирил и Методий, на българската азбука, просвета и култура и на славянската книжовност (2018)